# Maya (tàu tuần dương Nhật)
Maya (摩耶 Ma Gia) là một tàu tuần dương hạng nặng của Hải quân Đế quốc Nhật Bản thuộc lớp Takao bao gồm bốn chiếc, được thiết kế cải tiến dựa trên lớp Myōkō trước đó. Maya đã hoạt động trong Chiến tranh Thế giới thứ hai và bị tàu ngầm Mỹ đánh chìm ngày 23 tháng 10 năm 1944 trong trận chiến eo biển Palawan trong khuôn khổ Trận chiến vịnh Leyte.

## Thiết kế và chế tạo
Những tàu chiến thuộc lớp Myōkō được xem là không ổn định và nhiều kinh nghiệm rút ra đã được áp dụng cải tiến cho lớp Takao. Chúng là những tàu chiến nhanh và mạnh mẽ, trang bị mười khẩu pháo 203 mm (8 inch) và bốn khẩu pháo 120 mm (4,7 inch), tám ống phóng ngư lôi và nhiều vũ khí phòng không hỗn hợp, một hỏa lực đủ mạnh để đối đầu với bất kỳ tàu tuần dương của mọi lực lượng hải quân trên thế giới.
Những chiếc trong lớp Takao được chấp thuận trong năm tài chính 1927 như một phần trong chiến lược của Hải quân Đế quốc Nhật Bản về một trận chiến quyết định. Chúng tạo nên xương sống cho lực lượng tấn công chiến đấu tầm xa. Maya được chế tạo tại xưởng đóng tàu của Kawasaki tại Yokosuka, và giống như những con tàu chị em với nó, tên nó được đặt theo tên một ngọn núi: Núi Maya tọa lạc tại ngoại ô Kobe. Maya được đặt lườn vào ngày 4 tháng 12 năm 1928, được hạ thủy vào ngày 8 tháng 11 năm 1930 và được đưa vào hoạt động ngày 30 tháng 6 năm 1932.

## Lịch sử hoạt động

### Giai đoạn mở màn Chiến tranh Thái Bình Dương
Lúc khởi đầu Chiến tranh Thái Bình Dương, Maya là soái hạm của Hải đội Tuần dương 4 dưới quyền chỉ huy của Phó Đô đốc (sau này là Đô đốc) Kondo Nobutake cùng với các con tàu chị em với nó Atago, Chōkai và Takao, và được trao nhiệm vụ hỗ trợ cho cuộc chiếm đóng Malaya và Philippines. Từ tháng 1 đến tháng 3 năm 1942, Maya tham gia các chiến dịch nhằm chiếm đóng khu vực Đông Ấn thuộc Hà Lan vốn giàu nguồn dự trữ dầu mỏ tối cần thiết cho Nhật Bản. Vào ngày 3 tháng 3 năm 1942 Maya có mặt trong vụ đánh chìm chiếc pháo hạm Mỹ USS Asheville (PG-21) ở phía Nam đảo Java.
Quay trở về Nhật Bản vào tháng 4 năm 1942, Maya tham gia cuộc truy đuổi không thành công Lực lượng Đặc nhiệm 16.2 vốn đã tung ra cuộc Không kích Doolittle xuống Tokyo làm hư hại chiếc tàu sân bay Ryuho đang trong quá trình cải tạo. Trong tháng 5 và tháng 6 năm 1942, nó tham gia vào chiến dịch chiếm đóng quần đảo Aleut.

### Chiến dịch Guadalcanal và Chiến dịch quần đảo Aleut
Vào tháng 8 năm 1942, Maya được bố trí về phía Nam nhằm tăng cường lực lượng phòng thủ tại quần đảo Solomon, và đã tham gia Trận chiến Đông Solomons. Nó đặt căn cứ tại Truk cho đến hết năm 1942. Tuy nhiên, trong đợt tiến hành bắn phá sân bay Henderson vào ngày 14 tháng 11 năm 1942, lực lượng đặc nhiệm của Maya bị tàu ngầm Mỹ USS Flying Fish (SS-229) tấn công, nhưng sáu quả ngư lôi nhằm vào Maya đều bị trượt. Sau đó, Maya còn bị các máy bay ném bom bổ nhào Douglas "SBD Dauntless" thuộc Phi đội VB-10 tấn công, một chiếc đã ném một quả bom 227 kg (500-lb) trượt về phía sau con tàu, nhưng cánh phải của máy bay đã va chạm với cột buồm của Maya và đâm vào mạn trái con tàu, kích nổ những quả đạn pháo 120 mm (4,7 inch). Vụ nổ tiếp theo sau đã khiến 37 thủy thủ thiệt mạng.
Maya quay về Yokosuka để sửa chữa và tái trang bị vào tháng 1 năm 1943, rồi sau đó được bố trí vào Hạm đội Bắc, hỗ trợ các chiến dịch tiếp tế đến quần đảo Kurile và quần đảo Aleut. Vào ngày 26 tháng 3 năm 1943, Maya tham gia Trận chiến quần đảo Komandorski ngoài khơi bán đảo Kamchatka. Lực lượng Đội Đặc nhiệm 16.6 dưới quyền chỉ huy của Chuẩn Đô đốc (sau là Phó Đô đốc) Charles H. McMorris, bao gồm các tàu tuần dương USS Richmond (CL-9), USS Salt Lake City (CA-25) và bốn tàu khu trục, đã tấn công Hạm đội 5 của Phó Đô đốc Hosogaya, gồm các tàu tuần dương Maya, Nachi, Tama, Abukuma và hai tàu khu trục, đang hộ tống một đoàn tàu vận tải chở binh lính và tiếp liệu tăng cường cho lực lượng bị cô lập trên Attu. Maya đã tung máy bay chỉ điểm pháo binh của nó ra, và phóng các quả ngư lôi Kiểu 93 "Long Lance" vào hạm đội Mỹ nhưng không trúng đích. Trong cuộc đấu pháo kéo dài bốn giờ, tàu tuần dương Salt Lake City và tàu khu trục USS Bailey (DD-492) bị hư hại; trong khi về phía Nhật, Maya và Nachi cũng bị hư hại và người Nhật phải từ bỏ chiến dịch tiếp tế bằng tàu nổi của họ.
Sau khi được sửa chữa tại Yokosuka, Maya quay trở lại Kuriles vào cuối tháng 4 và trở thành soái hạm của Hạm đội 5, hỗ trợ cho việc triệt thoái lực lượng Nhật tại Kiska sau khi đảo Attu bị thất thủ vào tay lực lượng Mỹ vào tháng 8 năm 1943.
Sau đợt tái trang bị tại Yokosuka với những khẩu đội phòng không Kiểu 96 nòng đôi (đưa tổng cộng lên đến 16 nòng), Maya cùng tàu tuần dương Chōkai quay trở lại Truk, đến nơi vào cuối tháng 9, và bắt đầu nhiệm vụ chuyển binh lính và tiếp liệu từ Truk đến Rabaul. Vào tháng 11, Maya bị các máy bay ném bom bổ nhào "SBD Dauntless" của tàu sân bay USS Saratoga (CV-3) tấn công. Một quả bom đã đánh trúng sàn để máy bay bên mạn trái bên trên phòng động cơ số 3, làm bùng phát một đám cháy lớn, và khiến 70 người thiệt mạng. Những sửa chữa khẩn cấp được thực hiện tại Rabaul trước khi Maya quay về Yokosuka vào cuối năm 1943.
Tại Kure, Maya nhận lên tàu hai máy bay trinh sát tầm xa Aichi E13A1 Jake, binh lính và tiếp liệu. Một con khỉ, quà tặng của Sở thú Kure cho thủy thủ đoàn chiếc Maya, cũng được cho lên tàu. Trong hành trình trên biển kéo dài, con khỉ được huấn luyện để đứng nghiêm chào các sĩ quan cao cấp một cách rất thông minh, bất kể sự phiền nhiễu mà nó gây ra.

### Trận chiến biển Phillipine và Trận chiến vịnh Leyte
Từ tháng 4 đến tháng 6 năm 1944, Maya hỗ trợ các đơn vị khác trong việc phòng thủ Philippines, mà cao điểm là Trận chiến biển Philippine trong các ngày 19 và 20 tháng 6 năm 1944, trong đó Maya bị hư hại nhẹ do các quả bom ném suýt trúng đích. Vào ngày 20 tháng 6 năm 1944, Maya cùng phần còn lại của Hạm đội rút lui ngang qua Okinawa về Yokosuka, nơi phải đưa lên bờ đội bay và con vật thân yêu của họ.
Ngày 22 tháng 10 năm 1944, chuẩn bị cho Trận chiến vịnh Leyte, Maya được bố trí vào Hải đội Tuần dương 5 cùng với các con tàu chị em với nó Atago, Takao và Chōkai. Vào ngày 23 tháng 10 năm 1944, trong trận chiến eo biển Palawan, Atago và Takao trúng phải ngư lôi của tàu ngầm Mỹ USS Darter (SS-227) lúc 05 giờ 33 phút, và Atago bị chìm trong vòng 18 phút. Hai mươi phút sau, tàu ngầm Mỹ USS Dace (SS-247) phóng sáu ngư lôi về phía Maya, nhầm lẫn nó là một thiết giáp hạm thuộc lớp Kongō. Maya trúng phải bốn quả ngư lôi bên mạn trái: một quả trong buồng chứa dây neo phía trước, một quả khác đối diện tháp pháo số 1, quả thứ ba trúng phòng nồi hơi số 7 và quả cuối cùng trúng phòng động cơ phía sau. Các vụ nổ thứ phát xảy ra ngay lập tức, và đến 6 giờ 00 Maya chết đứng giữa biển và nghiêng nặng về mạn trái. Nó chìm năm phút sau đó, mang theo 336 sĩ quan và thủy thủ, kể cả vị thuyền trưởng chỉ huy.
Tàu khu trục Akishimo đã cứu được 769 người, và sau đó chuyển họ lên chiếc thiết giáp hạm Musashi. Điều không may là bản thân chiếc thiết giáp hạm cũng bị máy bay Mỹ đánh chìm ngay ngày hôm sau 24 tháng 10 năm 1944 trong trận chiến biển Sibuyan, khiến 143 thành viên thủy thủ đoàn của Maya bị mất cùng Musashi. Do đó, trong tổng số 1105 thuyền viên, 479 người đã tử trận.

## Danh sách thuyền trưởng
- Morimoto Jo (sĩ quan trang bị trưởng): 8 tháng 11 năm 1930 - 30 tháng 6 năm 1932
- Morimoto Jo: 30 tháng 6 năm 1932 - 1 tháng 12 năm 1932
- Yamamoto Koki: 1 tháng 12 năm 1932 - 15 tháng 11 năm 1933
- Niimi Masaichi: 15 tháng 11 năm 1933 - 15 tháng 11 năm 1934
- Ozawa Jisaburo: 15 tháng 11 năm 1934 - 28 tháng 10 năm 1935
- Moizumi Shinichi: 28 tháng 10 năm 1935 - 1 tháng 12 năm 1936
- Oshima Kenshiro: 1 tháng 12 năm 1936 - 15 tháng 11 năm 1937
- Suzuki Yoshio: 15 tháng 11 năm 1937 - 15 tháng 11 năm 1938
- Nakahara Yoshimasa: 15 tháng 11 năm 1938 - 15 tháng 11 năm 1939
- Osugi Morikazu: 15 tháng 11 năm 1939 - 15 tháng 4 năm 1941
- Izaki Shunji: 15 tháng 4 năm 1941 - 11 tháng 8 năm 1941
- Nabeshima Shunsaki: 11 tháng 8 năm 1941 - 30 tháng 9 năm 1942
- Matsumoto Takeji: 30 tháng 9 năm 1942 - 16 tháng 10 năm 1943
- Kato Yoshiro: 16 tháng 10 năm 1943 - 26 tháng 12 năm 1943
- Oe Kenji: 26 tháng 12 năm 1943 - 23 tháng 10 năm 1944 (tử trận, được truy thăng Chuẩn Đô đốc)

### Sách
- D'Albas, Andrieu (1965). Death of a Navy: Japanese Naval Action in World War II. Devin-Adair Pub. ISBN 0-8159-5302-X.
- Dull, Paul S. (1978). A Battle History of the Imperial Japanese Navy, 1941-1945. Naval Institute Press. ISBN 0-87021-097-1.
- Lacroix, Eric (1997). Japanese Cruisers of the Pacific War. Linton Wells. Naval Institute Press. ISBN 0-87021-311-3.